# Renan Mota
Renan Carvalho Mota (Marabá, 1º ottobre 1991) è un calciatore brasiliano, attaccante dell'Uberlândia.

## Carriera
Ha giocato nella massima serie e nella seconda divisione brasiliana.